# 76-й меридіан західної довготи
76-й меридіан західної довготи — лінія довготи, що лежить на 76 градусів західніше Гринвіцького меридіана. Вона проходить від Північного полюса через Північний Льодовитий океан, Північну Америку, Атлантичний океан, Південну Америку, Тихий океан, Південний океан та Антарктиду до Південного полюса.
76-й меридіан західної довготи формує велике коло разом із 104-тим меридіаном східної довготи.

## Список географічних об'єктів, що перетинає 76° зх. д.
Починаючи на Північному полюсі та рухаючись до Південного полюса, 76-й меридіан західної довготи проходить через:
| Координати                                                 | Країна, територія або море | Примітки |
| ---------------------------------------------------------- | -------------------------- | --- |
| 90°0′ пн. ш. 76°0′ зх. д. / 90.000° пн. ш. 76.000° зх. д.  | Північний Льодовитий океан | |
| 83°3′ пн. ш. 76°0′ зх. д. / 83.050° пн. ш. 76.000° зх. д.  | Канада                     | Нунавут — проходить через острів Елсмір                                                                                       |
| 77°59′ пн. ш. 76°0′ зх. д. / 77.983° пн. ш. 76.000° зх. д. | Море Баффіна               | Проходить східніше острова Байлот, Нунавут, Канада                                                                            |
| 72°34′ пн. ш. 76°0′ зх. д. / 72.567° пн. ш. 76.000° зх. д. | Канада                     | Нунавут — проходить через Баффінову Землю                                                                                     |
| 69°23′ пн. ш. 76°0′ зх. д. / 69.383° пн. ш. 76.000° зх. д. | Затока Фокс                | |
| 69°1′ пн. ш. 76°0′ зх. д. / 69.017° пн. ш. 76.000° зх. д.  | Канада                     | Нунавут — проходить через півострів Бейрд[en] на Баффіновій Землі                                                             |
| 68°47′ пн. ш. 76°0′ зх. д. / 68.783° пн. ш. 76.000° зх. д. | Затока Фокс                | |
| 68°18′ пн. ш. 76°0′ зх. д. / 68.300° пн. ш. 76.000° зх. д. | Канада                     | Нунавут — проходить через острів Принца Чарльза                                                                               |
| 67°15′ пн. ш. 76°0′ зх. д. / 67.250° пн. ш. 76.000° зх. д. | Затока Фокс                | |
| 65°15′ пн. ш. 76°0′ зх. д. / 65.250° пн. ш. 76.000° зх. д. | Канада                     | Нунавут — проходить через півострів Фокс[en] на Баффіновій Землі                                                              |
| 64°22′ пн. ш. 76°0′ зх. д. / 64.367° пн. ш. 76.000° зх. д. | Гудзонова протока          | |
| 62°20′ пн. ш. 76°0′ зх. д. / 62.333° пн. ш. 76.000° зх. д. | Канада                     | Квебек Онтаріо — проходить західніше Оттави                                                                                   |
| 44°21′ пн. ш. 76°0′ зх. д. / 44.350° пн. ш. 76.000° зх. д. | США                        | Нью-Йорк Пенсільванія Меріленд                                                                                                |
| 38°17′ пн. ш. 76°0′ зх. д. / 38.283° пн. ш. 76.000° зх. д. | Чесапікська затока         | |
| 38°1′ пн. ш. 76°0′ зх. д. / 38.017° пн. ш. 76.000° зх. д.  | США                        | Меріленд — проходить через острів Сміт                                                                                        |
| 37°56′ пн. ш. 76°0′ зх. д. / 37.933° пн. ш. 76.000° зх. д. | Чесапікська затока         | |
| 37°51′ пн. ш. 76°0′ зх. д. / 37.850° пн. ш. 76.000° зх. д. | США                        | Вірджинія — проходить через острів Танжер                                                                                     |
| 37°49′ пн. ш. 76°0′ зх. д. / 37.817° пн. ш. 76.000° зх. д. | Чесапікська затока         | |
| 37°21′ пн. ш. 76°0′ зх. д. / 37.350° пн. ш. 76.000° зх. д. | США                        | Вірджинія — проходить через край півострова Делмарва                                                                          |
| 37°10′ пн. ш. 76°0′ зх. д. / 37.167° пн. ш. 76.000° зх. д. | Чесапікська затока         | |
| 36°55′ пн. ш. 76°0′ зх. д. / 36.917° пн. ш. 76.000° зх. д. | США                        | Вірджинія Північна Кароліна                                                                                                   |
| 36°10′ пн. ш. 76°0′ зх. д. / 36.167° пн. ш. 76.000° зх. д. | Затока Албемарл[en]        | |
| 35°43′ пн. ш. 76°0′ зх. д. / 35.717° пн. ш. 76.000° зх. д. | США                        | Північна Кароліна — проходить через острів Енгелгард                                                                          |
| 35°27′ пн. ш. 76°0′ зх. д. / 35.450° пн. ш. 76.000° зх. д. | Затока Памліко[en]         | |
| 35°5′ пн. ш. 76°0′ зх. д. / 35.083° пн. ш. 76.000° зх. д.  | США                        | Північна Кароліна — проходить через острів Окракок                                                                            |
| 35°4′ пн. ш. 76°0′ зх. д. / 35.067° пн. ш. 76.000° зх. д.  | Атлантичний океан          | Проходить східніше острова Ельютера, Багамські Острови Проходить західніше острова Малий Сан-Сальвадор[en], Багамські Острови |
| 23°41′ пн. ш. 76°0′ зх. д. / 23.683° пн. ш. 76.000° зх. д. | Багамські Острови          | Проходить через острів Велика Ексума                                                                                          |
| 23°36′ пн. ш. 76°0′ зх. д. / 23.600° пн. ш. 76.000° зх. д. | Атлантичний океан          | Проходить західніше островів Хументос-Кейс, Багамські Острови                                                                 |
| 21°6′ пн. ш. 76°0′ зх. д. / 21.100° пн. ш. 76.000° зх. д.  | Куба                       | Проходить через острів Куба                                                                                                   |
| 19°58′ пн. ш. 76°0′ зх. д. / 19.967° пн. ш. 76.000° зх. д. | Карибське море             | Проходить східніше Ямайки |
| 9°22′ пн. ш. 76°0′ зх. д. / 9.367° пн. ш. 76.000° зх. д.   | Колумбія                   | |
| 0°18′ пн. ш. 76°0′ зх. д. / 0.300° пн. ш. 76.000° зх. д.   | Еквадор                    | |
| 2°4′ пд. ш. 76°0′ зх. д. / 2.067° пд. ш. 76.000° зх. д.    | Перу                       | |
| 14°28′ пд. ш. 76°0′ зх. д. / 14.467° пд. ш. 76.000° зх. д. | Тихий океан                | |
| 60°0′ пд. ш. 76°0′ зх. д. / 60.000° пд. ш. 76.000° зх. д.  | Південний океан            | |
| 69°38′ пд. ш. 76°0′ зх. д. / 69.633° пд. ш. 76.000° зх. д. | Антарктида                 | Проходить через острів Шарко — претендують Чилі та Велика Британія                                                            |
| 69°44′ пд. ш. 76°0′ зх. д. / 69.733° пд. ш. 76.000° зх. д. | Південний океан            | |
| 72°47′ пд. ш. 76°0′ зх. д. / 72.783° пд. ш. 76.000° зх. д. | Антарктида                 | Проходить через Чилійську Антарктику (претендує Чилі) та Британську Антарктичну Територію (претендує Велика Британія)         |